# شال سيلس مركسم 2015
شال سيلس مركسم 2015 (بالهولندية: Schaal Sels 2015 )‏ هو سباق دراجات هوائية، وهو الموسم رقم 89 من نفس السباق، وأقيم في 30 أغسطس 2015، وامتدّ لمسافة 208.8 كيلومتر، وهو أحد سباقات طواف أوروبا للدراجات 2015، وهو من نوع سباق يوم واحد وهو من نوع سباق الدراجات، وقد شارك في السباق 141 متسابقاً، ووصل إلى نهايته 19 متسابقاً.
فاز فيه بالمركز الأول Robin Stenuit ‏، وبالمركز الثاني أوليفر ناسن، وبالمركز الثالث تيم ميرلير.

## الفرق
| فرق قارية محترفة (5)- سبورت فلاندرين بالويس 2015 ‏ - Wanty-Groupe Gobert - Bora-Argon 18 - رومبوت تشارلز ‏ - غازبروم روسفيلو ‏ فرق قارية (16)- Team Metalced ‏ - ستارت سايكلنج تيم ‏ - Ringeriks-Kraft ‏ - Team Differdange–Geba ‏ - Team Lotto–Kern Haus ‏ - ميتك-تي كي إتش مانتيل 2015 ‏ - سوبرانو هام ايزوريكس ‏ - Pauwels Sauzen–Vastgoedservice ‏ - Veranclassic–Ago ‏ - فيرانداس ويلمز 2015 ‏ - بنجوال باوليز ساوكس دبليو بي ‏ - An Post–Chain Reaction ‏ - بايك أيد 2015 ‏ - CCT p/b Champion System ‏ - Destil–Parkhotel Valkenburg ‏ - Delta Cycling Rotterdam ‏ |  |
| |  |

## وصلات خارجية
- شال سيلس مركسم 2015 على موقع إحصائيات الدراجات الإحترافية (الإنجليزية)